# Constantin Angelescu
Constantin Angelescu (Craiova, 1869. június 10. – Bukarest, 1948. szeptember 14.) orvos, egyetemi tanár, román tanügyminiszter és miniszterelnök a két világháború közötti periódusban, a kultúrzóna szellemi atyja.

## Politikai pályafutása
Orvosi és egyetemi tanári pályafutása után politikai pályára lépett. Románia első washingtoni nagykövete volt 1918 januárjában. Hírnevét azonban mint tanügyminiszter alapozta meg. Több alkalommal tanügyminiszter (1922–1928, 1933–1937) a két világháború közötti Románia nemzeti-liberális kormányaiban, egy alkalommal miniszterelnök (1933. december 30. – 1934. január 3.). Az ő nevéhez fűződik a két világháború közötti Románia radikális tanügyi reformja.

## Angelescu és a romániai magyar kisebbség viszonya
Constantin Angelescu tanügyminiszternek a tevékenységét kevésbé méltatta a romániai magyar kisebbség, mivel a tanügyi reformja által hátrányos helyzetbe hozta a romániai kisebbségek oktatásügyét. Angelescu volt a kultúrzóna, a névelemzés, a kisebbségi tanítók és tanárok nyelvvizsgáinak a szellemi atyja. Mindezek által rendszeresen gátolta a kisebbségek oktatási intézményeinek a működését és a kulturális életük fejlődését.

## Anekdota
Sándor József, az Országos Magyar Párt parlamenti képviselője egy parlamenti felszólalásában a következő, akkor Erdély-szerte népszerű anekdotával üdvözölte Constantin Angelescu tanügyminisztert:
```
Két gyerek sétál egy erdélyi falu utcáján. Arra jön egy ember, és románul megkérdezi tőlük:
– Ti jártok iskolába?
– Igen – felelik a gyerekek.
– És melyikbe? – kérdezi a bácsi.
– Nem mondjuk meg, mert Angelescu tanügyminiszter azt is bezárja!
[
4
]
```

## Fontosabb művei
Constantin Angelescu: Activitatea Ministerului Instrucțiunii 1922–1926 [A Közoktatásügyi Minisztérium tevékenysége 1922–1926], București, 1926.